# Plataplochilus
 Plataplochilus és un gènere de peixos de la família dels pecílids i de l'ordre dels ciprinodontiformes.

## Taxonomia
- Plataplochilus cabindae (Boulenger, 1911)
- Plataplochilus chalcopyrus (Lambert, 1963)
- Plataplochilus loemensis (Pellegrin, 1924)
- Plataplochilus miltotaenia (Lambert, 1963)
- Plataplochilus mimus (Lambert, 1967)
- Plataplochilus ngaensis (Ahl, 1924)
- Plataplochilus pulcher (Lambert, 1967)
- Plataplochilus terveri (Huber, 1981)[1][2][3][4]